# Fernando Uribe
Fernando Uribe Hincapié (Pereira, 1 de janeiro de 1988) é um  ex futebolista colombiano que atuava como centroavante.

## Carreira

### Atlético Huila, Girardot e Cortuluá
Começou sua carreira no Atlético Huila e passou por Girardot e Deportivo Tuluá.

### Deportivo Pereira e Once Caldas
Ele fez sua estréia na primeira divisão colombiana em 2009 com o Deportivo Pereira, e no ano seguinte contribui para o Once Caldas conquistar o quarto título nacional com seus 24 gols.

### Chievo
Em 21 de janeiro de 2011, Uribe foi comprado por 750 mil euros pela equipe italiana Chievo Verona, com quem assinou um contrato de quatro anos. Ele fez sua estréia com a nova camisa em 6 de março, no jogo Chievo-Parma (0–0). Na temporada seguinte, ele marcou dois gols na quarta rodada preliminar da Copa da Itália contra o Modena, o jogo terminou em 3–0.

### Atlético Nacional
Em 2012, voltou para seu país natal para defender o Atlético Nacional. O Rey de Copas pagou 1,5 milhões euros por Uribe.

### Millonarios
Para a segunda metade do Campeonato Colombiano de 2014, recorde com Millonarios de Bogotá, o que é feito através de uma troca com o jogador Harrison Otálvaro.
Ele marcou um gol importante no dia 17 de maio de 2015 contra o Independiente Santa Fe no El Clasico Capitalino, onde os Millonairos precisavam vencer para se classificar para as quartas de final da Liga Águila. Sua equipe foi 1–0 para baixo no primeiro semestre, mas ele marcou o equalizador que mais tarde inspirou a equipe a vencer por 3–1 e eliminar Santa Fe a partir de qualquer esperança de qualificação para as quartas de final.
Em 21 de maio de 2015, ele marcou um hat trick contra o Envigado para a primeira partida das quartas de finais da Liga Aguila I, onde sua equipe venceu a série por 4–0 e praticamente sentenciada que atingiu seu objetivo número 12. Ele também marcou na distância Na partida em que o Millonairos caiu 3–2, avançou para as semifinais em 6–3, dando a seu 13º gol na temporada. Nas semifinais do campeonato, ele marcou 2 gols contra o Deportivo Cali na primeira partida como Millonairos ganhou por 3–2 em seu estádio El Campín, que estava completamente cheio naquela noite. Na segunda mão, ele marcou um pênalti na disputa de pênaltis contra o Cali, mas infelizmente não foi suficiente para os Millonairos, que perderam por 5–4 nos pênaltis que terminaram sua temporada muito boa.

### Toluca
Em 23 de junho de 2015, após pagar ao Atlético Nacional 4,5 milhões euros, o Toluca anunciou oficialmente Uribe como seu novo atacante, em um contrato de três anos. 
Ele fez sua estréia em 25 de julho, em uma partida fora de casa contra o Tigres UANL, o jogo acabou em 1–0 para o Toluca. Em 29 de julho, Uribe marcou seu primeiro hat-trick no primeiro jogo da Copa MX contra Necaxa, Toluca ganhou o jogo por 4–2. Em 13 de setembro, Uribe marcou seu segundo hat-trick (quatro gols) contra o Pachuca, vencendo a partida depois de perder por 3–1. Toluca venceu por 4–3 nos últimos dois minutos.

### Flamengo
Em 26 de junho de 2018, Uribe assinou um contrato de quatro anos com o Clube de Regatas do Flamengo.
Após algumas semanas se recondicionando fisicamente, estreou pelo Flamengo na partida contra o São Paulo Futebol Clube, em derrota por 1–0. Iniciou o jogo no banco, entrando no decorrer da partida aos 16' do segundo tempo, nada pôde fazer para evitar a segunda derrota do Flamengo no Brasileirão, a primeira em casa, com um público de 51.777 no Maracanã.
No dia 29 de julho de 2018, marcou seu primeiro gol com a camisa do Flamengo diante do Sport, ajudando seu time a vencer por 4–1.
Em 10 de janeiro de 2019, marcou os 2 gols do Flamengo contra o Ajax, da Holanda, em partida válida pela Florida Cup. Por conta disso, ele foi eleito o melhor jogador da partida (o que lhe rendeu um troféu), e também terminou o torneio como artilheiro e como o melhor jogador do certame. No dia 29 de janeiro de 2019, marcou o seu primeiro gol no campeonato carioca contra o Boa Vista após entrar no lugar de seu companheiro Henrique Dourado.

### Santos
Em 30 de maio de 2019, Uribe assinou um contrato de três anos com o Santos.
Millonarios
Desde que chegou ao futebol brasileiro cercado de muita expectativa, Fernando Uribe não empolgou nas passagens por Flamengo e Santos. E no ano de 2021 voltou ao futebol colombiano para jogar pelo Millonarios.

## Seleção Colombiana
Uribe defendeu a Seleção de seu país em 2 oportunidades.

## Estatísticas
Até 9 de agosto de 2020.

### Clubes
| Clube             | Temporada         | Campeonato nacional | Campeonato nacional | Campeonato nacional | Copa nacional[a] | Copa nacional[a] | Copa nacional[a] | Competições continentais[b] | Competições continentais[b] | Competições continentais[b] | Outros torneios[c] | Outros torneios[c] | Outros torneios[c] | Total | Total | Total   |
| Clube             | Temporada         | Jogos               | Gols                | Assist.             | Jogos            | Gols             | Assist.          | Jogos                       | Gols                        | Assist.                     | Jogos              | Gols               | Assist.            | Jogos | Gols  | Assist. |
| ----------------- | ----------------- | ------------------- | ------------------- | ------------------- | ---------------- | ---------------- | ---------------- | --------------------------- | --------------------------- | --------------------------- | ------------------ | ------------------ | ------------------ | ----- | ----- | ------- |
| Atlético Huila    | 2005              | 17                  | 1                   | 0                   | —                | —                | —                | —                           | —                           | —                           | —                  | —                  | —                  | 17    | 1     | 0       |
| Atlético Huila    | Total             | 17                  | 1                   | 0                   | 0                | 0                | 0                | 0                           | 0                           | 0                           | 0                  | 0                  | 0                  | 17    | 1     | 0       |
| Girardot          | 2006              | 6                   | 0                   | 0                   | —                | —                | —                | —                           | —                           | —                           | —                  | —                  | —                  | 6     | 0     | 0       |
| Girardot          | 2007              | 17                  | 1                   | 0                   | —                | —                | —                | —                           | —                           | —                           | —                  | —                  | —                  | 17    | 1     | 0       |
| Girardot          | Total             | 23                  | 1                   | 0                   | 0                | 0                | 0                | 0                           | 0                           | 0                           | 0                  | 0                  | 0                  | 23    | 1     | 0       |
| Cortuluá          | 2008              | 28                  | 26                  | 0                   | —                | —                | —                | —                           | —                           | —                           | —                  | —                  | —                  | 28    | 26    | 0       |
| Cortuluá          | Total             | 28                  | 26                  | 0                   | 0                | 0                | 0                | 0                           | 0                           | 0                           | 0                  | 0                  | 0                  | 28    | 26    | 0       |
| Deportivo Pereira | 2009              | 19                  | 8                   | 2                   | 2                | 2                | 0                | —                           | —                           | —                           | —                  | —                  | —                  | 21    | 10    | 2       |
| Deportivo Pereira | Total             | 19                  | 8                   | 2                   | 2                | 2                | 0                | 0                           | 0                           | 0                           | 0                  | 0                  | 0                  | 21    | 10    | 2       |
| Once Caldas       | 2010              | 36                  | 24                  | 9                   | 0                | 0                | 0                | 8                           | 1                           | 1                           | —                  | —                  | —                  | 44    | 25    | 10      |
| Once Caldas       | Total             | 36                  | 24                  | 9                   | 0                | 0                | 0                | 8                           | 1                           | 1                           | 0                  | 0                  | 0                  | 44    | 25    | 10      |
| Chievo            | 2010–11           | 7                   | 1                   | 0                   | 0                | 0                | 0                | —                           | —                           | —                           | —                  | —                  | —                  | 7     | 1     | 0       |
| Chievo            | 2011–12           | 5                   | 1                   | 1                   | 2                | 2                | 0                | —                           | —                           | —                           | —                  | —                  | —                  | 7     | 3     | 1       |
| Chievo            | Total             | 12                  | 2                   | 1                   | 2                | 2                | 0                | 0                           | 0                           | 0                           | 0                  | 0                  | 0                  | 14    | 4     | 1       |
| Atlético Nacional | 2012              | 14                  | 4                   | 0                   | 3                | 1                | 0                | 0                           | 0                           | 0                           | —                  | —                  | —                  | 17    | 5     | 0       |
| Atlético Nacional | 2013              | 25                  | 8                   | 1                   | 13               | 6                | 0                | 7                           | 1                           | 0                           | —                  | —                  | —                  | 45    | 15    | 1       |
| Atlético Nacional | 2014              | 8                   | 3                   | 1                   | —                | —                | —                | 2                           | 0                           | 0                           | —                  | —                  | —                  | 10    | 3     | 1       |
| Atlético Nacional | Total             | 47                  | 15                  | 2                   | 16               | 7                | 0                | 9                           | 1                           | 0                           | 0                  | 0                  | 0                  | 72    | 23    | 2       |
| Millonarios       | 2014              | 14                  | 10                  | 3                   | 5                | 2                | 0                | 2                           | 2                           | 0                           | —                  | —                  | —                  | 21    | 14    | 3       |
| Millonarios       | 2015              | 23                  | 15                  | 3                   | 2                | 0                | 0                | 0                           | 0                           | 0                           | —                  | —                  | —                  | 25    | 15    | 3       |
| Millonarios       | Total             | 37                  | 25                  | 6                   | 7                | 2                | 0                | 2                           | 2                           | 0                           | 0                  | 0                  | 0                  | 46    | 29    | 6       |
| Toluca            | 2015–16           | 29                  | 12                  | 2                   | 2                | 3                | 0                | 4                           | 5                           | 0                           | —                  | —                  | —                  | 35    | 20    | 2       |
| Toluca            | 2016–17           | 34                  | 15                  | 5                   | 8                | 7                | 0                | 0                           | 0                           | 0                           | —                  | —                  | —                  | 42    | 22    | 5       |
| Toluca            | 2017–18           | 37                  | 19                  | 5                   | 5                | 0                | 0                | 0                           | 0                           | 0                           | —                  | —                  | —                  | 42    | 19    | 5       |
| Toluca            | Total             | 100                 | 46                  | 12                  | 15               | 10               | 0                | 4                           | 5                           | 0                           | 0                  | 0                  | 0                  | 119   | 61    | 12      |
| Flamengo          | 2018              | 20                  | 6                   | 2                   | 2                | 0                | 0                | 1                           | 0                           | 0                           | —                  | —                  | —                  | 23    | 6     | 2       |
| Flamengo          | 2019              | 0                   | 0                   | 0                   | 0                | 0                | 0                | 2                           | 1                           | 0                           | 14                 | 3                  | 0                  | 16    | 4     | 0       |
| Flamengo          | Total             | 20                  | 6                   | 2                   | 2                | 0                | 0                | 3                           | 1                           | 0                           | 14                 | 3                  | 0                  | 39    | 10    | 2       |
| Santos            | 2019              | 10                  | 0                   | 0                   | 1                | 0                | 0                | —                           | —                           | —                           | —                  | —                  | —                  | 11    | 0     | 0       |
| Santos            | 2020              | 1                   | 0                   | 0                   | 0                | 0                | 0                | 0                           | 0                           | 0                           | 4                  | 0                  | 0                  | 5     | 0     | 0       |
| Santos            | Total             | 11                  | 0                   | 0                   | 1                | 0                | 0                | 0                           | 0                           | 0                           | 4                  | 0                  | 0                  | 16    | 0     | 0       |
| Total na carreira | Total na carreira | 349                 | 154                 | 34                  | 45               | 23               | 0                | 26                          | 10                          | 1                           | 18                 | 3                  | 0                  | 438   | 190   | 35      |

- a. ^ Jogos da Copa Colômbia
- b. ^ Jogos da Copa Sul-Americana e Copa Libertadores da América
- c. ^ Jogos do Amistoso e Florida Cup

| 1 | 12 de setembro de 2009 | Hernán Ramírez Villegas, Pereira | Deportivo Pereira - Once Caldas | Gol marcado · Gol marcado · Gol marcado               | 4 - 1 | Torneo Finalización 2009 |
| 2 | 31 de janeiro de 2010  | Estadio Jaime Morón, Cartagena   | Real Cartagena - Once Caldas    | Gol marcado · Gol marcado · Gol marcado               | 4 - 3 | Torneo Apertura 2010     |
| 3 | 5 de setembro de 2010  | Estádio Pascual Guerrero, Cali   | Deportivo Cali - Once Caldas    | Gol marcado · Gol marcado · Gol marcado               | 5 - 3 | Torneo Finalización 2010 |
| 4 | 6 de novembro de 2010  | Estádio Palogrande, Manizales    | Once Caldas - América de Cali   | Gol marcado · Gol marcado · Gol marcado               | 3 - 1 | Torneo Finalización 2010 |
| 5 | 27 de setembro de 2014 | Estadio El Campín, Bogotá        | Millonarios - Fortaleza         | Gol marcado · Gol marcado · Gol marcado · Gol marcado | 4 - 0 | Torneo Finalización 2014 |
| 6 | 21 de maio de 2015     | Estadio El Campín, Bogotá        | Millonarios - Envigado F. C.    | Gol marcado · Gol marcado · Gol marcado               | 4 - 0 | Torneo Apertura 2015     |
| 7 | 29 de julho de 2015    | Estádio Nemesio Diez, Toluca     | Toluca - Necaxa                 | Gol marcado · Gol marcado · Gol marcado               | 4 - 2 | Copa Mx 2015             |
| 8 | 12 de setembro de 2015 | Estádio Hidalgo                  | Pachuca - Toluca                | Gol marcado · Gol marcado · Gol marcado · Gol marcado | 3 - 4 | Torneo Apertura 2015     |
| 9 | 13 de maio de 2018     | Estádio Nemesio Diez, Toluca     | Toluca - Club Tijuana           | Gol marcado · Gol marcado · Gol marcado               | 4 - 1 | Torneo Clausura 2018     |

### Seleção Colombiana
Abaixo estão listados todos jogos, gols e assistências do futebolista pela Seleção Colombiana. Abaixo da tabela, clique em expandir para ver a lista detalhada dos jogos de acordo com a categoria selecionada.
Seleção principal
| Ano   |       |      |         |       |
| Ano   | Jogos | Gols | Assist. | Média |
| ----- | ----- | ---- | ------- | ----- |
| 2010  | 2     | 0    | 0       | 0     |
| Total | 2     | 0    | 0       | 0     |

|    | Data                   | Local                                   | Resultado | Adversário | Gols | Assist. | Competição |
| -- | ---------------------- | --------------------------------------- | --------- | ---------- | ---- | ------- | ---------- |
| 1. | 11 de agosto de 2010   | Estadio Hernando Siles, La Paz, Bolívia | 1–1       | Bolívia    | 0    | 0       | Amistoso   |
| 2. | 17 de novembro de 2010 | Estádio El Campín, Bogotá, Colômbia     | 1–1       | Peru       | 0    | 0       | Amistoso   |

## Títulos
Once Caldas
- Campeonato Colombiano: 2010-II

Atlético Nacional
- Campeonato Colombiano: 2013-I, 2013-II
- Copa Colômbia: 2012, 2013

Flamengo
- Copa Libertadores da América: 2019
- Campeonato Brasileiro: 2019
- Campeonato Carioca: 2019
- Taça Guanabara: 2018
- Taça Rio: 2019
- Florida Cup: 2019

Millonarios
- Copa Colômbia: 2022

## Prêmios Individuais
- Melhor jogador da Florida Cup: 2019[5]

### Artilharias
- Campeonato Colombiano - Torneo Apertura de 2015: 15 gols em 23 jogos
- Copa MX 2016 - Torneo Apertura: 6 gols
- Florida Cup de 2019: 2 gols em 2 jogos